# Narovnání
Narovnání je jeden ze způsobů zániku závazku, ke kterému dojde tehdy, jestliže se věřitel a dlužník dohodnou, že mezi nimi sporná nebo pochybná práva a povinnosti budou vyjasněna a upřesněna. Tím dojde k zániku dosavadního závazku, který bude nahrazen závazkem novým. Účelem narovnání je odstranit mezi nimi spory o platnost, důvod nebo o obsah původního závazku a předejít tak případnému soudnímu sporu. Narovnání je ale možné uzavřít i tehdy, pokud by už došlo k řízení před soudem, a to ve formě tzv. soudního smíru. Právní úprava narovnání je obsažena v § 1903–1905 občanského zákoníku.
Předmětem dohody o narovnání mohou být jak jen některá, tak i všechna práva a povinnosti, která z daného právního vztahu vyplývají a která jsou skutečně sporná nebo pochybná. Může jít i o práva už promlčená, v takovém případě ale, stejně jako tehdy, když byl původní závazek zřízen písemně, musí být narovnání uzavřeno písemně. Pokud by došlo k omylu o tom, co je skutečně sporné, neznamená to neplatnost narovnání, neplatnosti se lze dovolat pouze tehdy, pokud by tento omyl byl vyvolán lstí. Platnosti také nebrání, pokud by dodatečně vyšlo najevo, že zde dříve dohodnuté právo nebylo, ledaže by narovnání nebylo sjednáno v dobré víře. Původní zajištění práv přechází i na nový závazek, pokud je ale poskytla třetí osoba, která k narovnání nepřistoupila, je zavázána maximálně v rozsahu původního závazku.
Jestliže však není sporu o vzájemných právech a povinnostech a strany se dohodnou na nahrazení původního závazku závazkem novým, jedná se o tzv. privativní novaci.